# Курувчилар (станция метро)
«Курувчилар» (узб. Quruvchilar — «Строителей») — станция Ташкентского метрополитена.
Открыта для пассажиров 25 апреля 2023 года в составе второго участка Линии Тридцатилетия независимости Узбекистана: «Куйлюк» — «Курувчилар».
Расположена между станциями «Хонобод» и «Турон». До 11 марта 2024 года была конечной. После 12-я Станция Есть Новая Станция Турон И Кипчак.

## История
Некоторое время после открытия станция носила временное название «12-бекат» (узб. 12-bekat). 9 августа 2023 года, после опросов жителей города, станция официально получило название «Курувчилар», что дословно переводится «Строителей».

## Характеристика
Станция надземного типа с островной платформой. С северо-восточной стороны оборудована лифтом для маломобильных пассажиров. С юго-западной стороны в основном вестибюле установлен 3-ленточный эскалатор.